# 山形大学附属博物館
山形大学附属博物館（やまがただいがくふぞくはくぶつかん）は、山形県山形市小白川町一丁目にある山形大学に附属した大学博物館。同大学小白川キャンパスの人文社会科学部1号館の1階に入居している。

## 沿革
- 大正〜昭和初期 - 山形県立師範学校併設の「郷土室」として設置[2]。
- 1949年 - 学制改革による山形大学発足に伴い、同大学の「教育学部付属博物館」となる[3]。
- 1965年 - 中央図書館（現：小白川図書館）の改築に伴い、その3階に移転[3]。
- 1978年 - 「山形大学付属博物館」と改称[3]。
- 1979年 - 収蔵スペースおよび特別展示用スペースを増加させる（30m2）[4]。
- 2015年11月27日 - 人文学部（現・人文社会科学部）1号館1階に移転し、リニューアルオープン[3]。

## コーナー

### 自然科学
山形の地形、地質、大気、生物が資料やパネルを使って展示。山形県内で産出したクジラの化石や珪化木の展示。サンリンガエルの標本の展示。

### 考古学
山形県寒河江市から出土した「結髪形土偶」。縄文土器、弥生土器と弥生時代の頭蓋骨の展示。

### 歴史
長谷堂城の門扉。最上川舟運に関する展示。山形県令であった三島通庸が高橋由一に依頼し、自らの土木工事の業績を絵に残した「三島県令道路改修記念画帖」の展示。

### 美術・工芸
川崎繁夫作『閃光』と題された彫刻。

## 特別展・企画展
- 「広開土王碑拓本」（2016年）[7]

山形大学附属図書館所蔵の広開土王碑の拓本の展示
- 「山形の記憶」（2016年）[8]

最上義光歴史館との連携展。博物館実習履修生の実習の一環。
- 「没後 200 年記念　山形の算聖「会田安明」の軌跡」（2017年）[9]

山形出身の和算家会田安明に関する展示。
- 「秋水とその時代」（2018年8月）

秋水に関する資料展示

## 利用
- 休館日

土曜日、日曜日、祝日（臨時休館あり）
- 入館料

無料

## 他
- イメージキャラクターは所蔵する結髪形土偶をモチーフにした「けっぱつちゃん」である[10]。
- 結髪形土偶の左足は胴体より後に寄贈されたが、それ以前に胴体下部を石膏で固めてしまったため接合が出来ない状態だった。2019年にクラウドファンディングを利用して資金を調達し元興寺文化財研究所に修復を依頼、2020年10月から修復された状態で展示される予定[11]。